# هاكوي (إيشيكاوا)
مدينة هاكوي (بالإنجليزية: Hakui)‏ هي أحد المدن التابعة لمحافظة إيشيكاوا في دولة اليابان. تأسست رسميًا في 01/07/1958. ويقدر عدد سكانها بـ 23963 نسمة حسب تقدير مكتب الإحصاء الياباني لعام 2012. تبلغ مساحة هاكوي 81.96 كم2. بكثافة سكانية تبلغ 292 نسمة/كم2.